# Надеждино (Раменский район)
Надеждино — деревня в Раменском муниципальном районе Московской области. Входит в состав сельского поселения Кузнецовское. Население — 84 чел. (2010).

## География

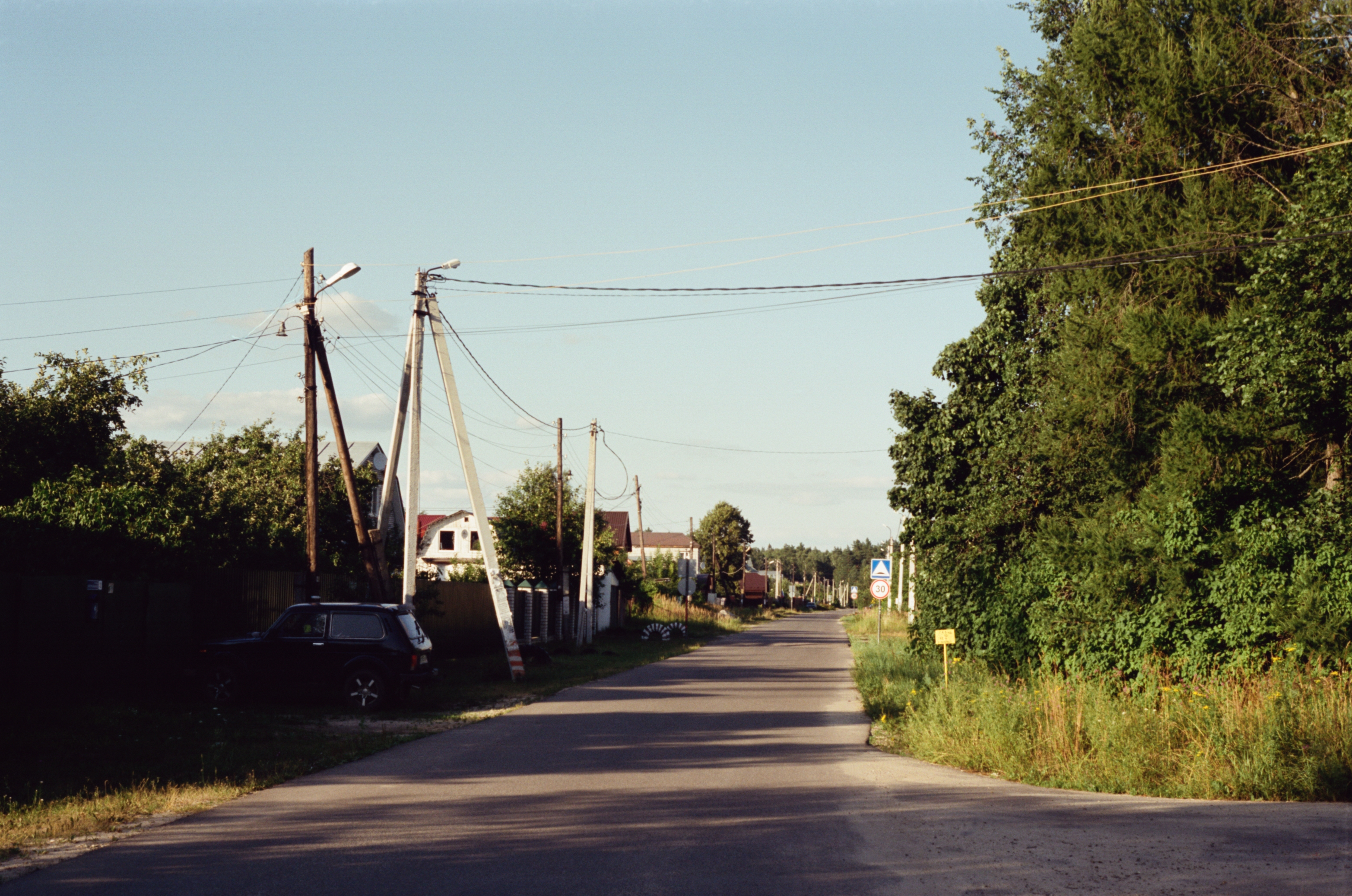
Вид улицы (2021)

Деревня Надеждино расположена в восточной части Раменского района, примерно в 14 км к юго-востоку от города Раменское. Высота над уровнем моря 133 м. В деревне 2 улицы — Лесная и Центральная; приписано 7 СНТ. Ближайший населённый пункт — деревня Ивановка.

## История
В 1926 году деревня входила в Ивановский сельсовет Михалевской волости Бронницкого уезда Московской губернии.
С 1929 года — населённый пункт в составе Ашитковского района Коломенского округа Московской области. В 1957 году деревня была передана в Воскресенский район, а с 1958 находится в составе Раменского района.

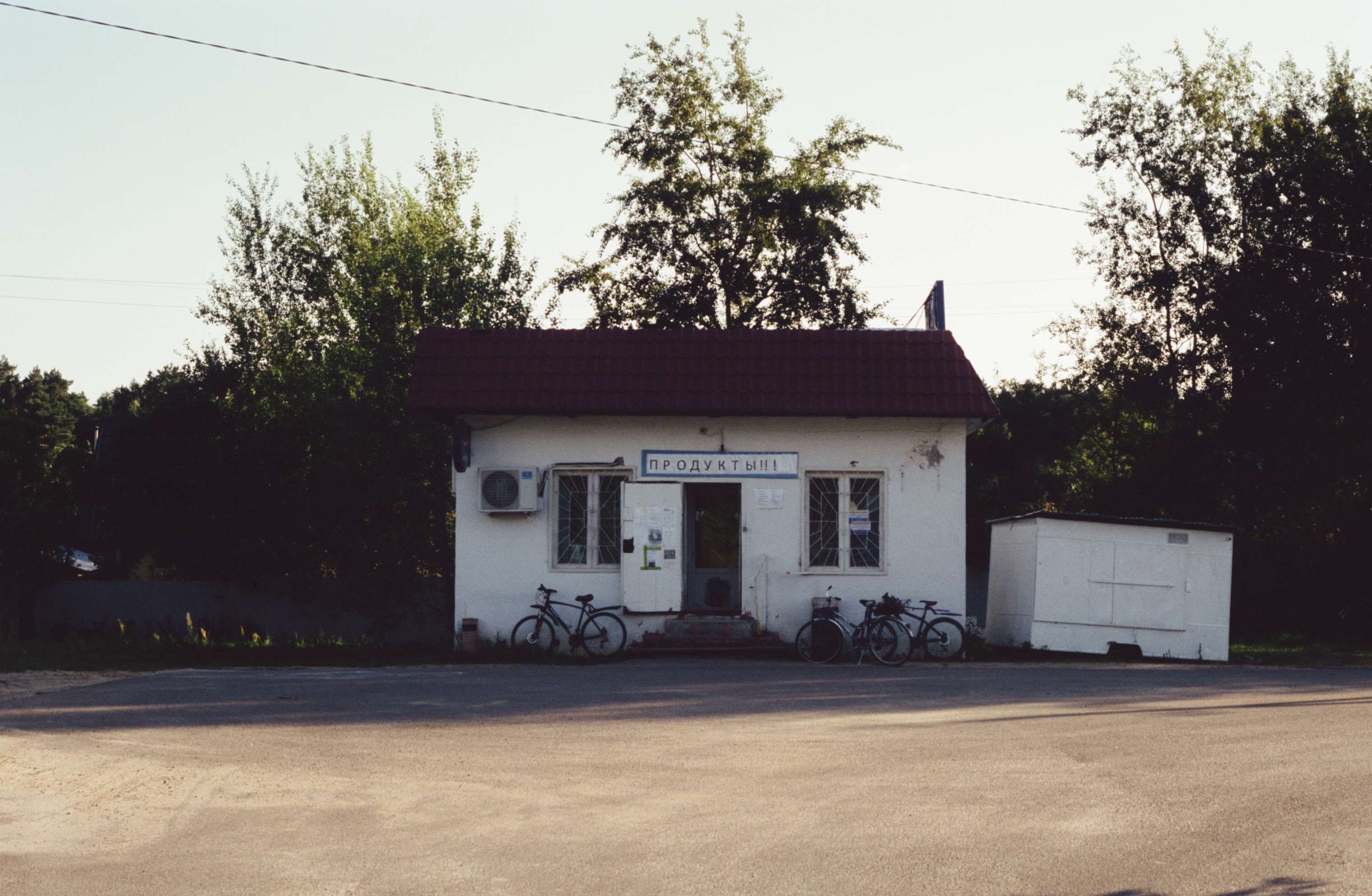
Магазин в деревне Надеждино (2021)

До муниципальной реформы 2006 года деревня входила в состав Юровского сельского округа Раменского района.

## Население
| 1926 | 2002 | 2010 |
| ---- | ---- | ---- |
| 190  | ↘95  | ↘84  |

В 1926 году в деревне проживало 190 человек (88 мужчин, 102 женщины), насчитывалось 37 крестьянских хозяйств. По переписи 2002 года — 95 человек (43 мужчины, 52 женщины).